# آروانای ساراتوگا
آروانای ساراتوگا (نام علمی: Scleropages leichardti)، که به عنوان ساراتوگای جنوبی، ساراتوگای خالدار یا ساراتوگا نیز شناخته می‌شود، یک ماهی استخوانی آب شیرین بومی استرالیا است. این گونه متعلق به زیرخانواده آروانا، گروهی ابتدایی از پیوسته استخوانان است. مانند همه آرواناها، این یک دهان‌پرور گوشتخوار است. آروانای ساراتوگا همراه با آروانای مرواریدی (Scleropages jardinii)، عمدتاً توسط آکواریوم‌های غیر استرالیایی به نام آروانای استرالیایی و باراموندی نیز شناخته می‌شود.